# Università di Sofia
L'Università di Sofia «San Clemente di Ocrida» (in bulgaro: Софийски университет „Св. Климент Охридски", traslitterato Sofijski Universitet „Sveti Kliment Ohridski") è la più antica università della Bulgaria.
Fondata il 1 ottobre 1888, dieci anni dopo la liberazione del Paese, fu la prima istituzione di istruzione superiore del neonato Stato bulgaro, inizialmente con il nome di Corso Pedagogico Superiore. Il suo primo rettore fu l'accademico Aleksandǎr Teodorov-Balan.
Il corpo centrale dell'edificio universitario, del valore di 6 milioni di leva d'oro, fu costruito grazie alla donazione dei fratelli Evlogi e Hristo Georgiev, le cui sculture ne decorano la facciata. La struttura si estende su una superficie di 18.624 m² e ospita 324 locali.
Al 2025 l'Università di Sofia conta ha sedici facoltà e tre dipartimenti. Le strutture comprendono una biblioteca, una casa editrice, un centro per le tecnologie dell'informazione e della comunicazione, un centro sportivo, un orto botanico e diverse altre strutture.
Secondo la QS World University Rankings 2025, l'Università di Sofia è posizionata tra il 661º e il 670º posto a livello mondiale.
Inoltre, l'ateneo offre corsi di laurea triennale e magistrale in lingua inglese, rivolti anche a studenti internazionali.

## Storia
Nel 1880, il Ministero dell'Istruzione del restaurato Stato bulgaro presentò all'Assemblea nazionale un disegno di legge fondamentale per l'organizzazione scolastica, con l'obiettivo di istituire una scuola superiore bulgara che accogliesse gli studenti diplomati nei licei. 
Solo nel 1887, il ministro dell'istruzione Todor Ivančov emanò un'ordinanza per l'inaugurazione di una classe pedagogica presso il Primo liceo maschile di Sofia.
Nella seduta dell'8 dicembre 1888, in seguito al successo del Corso Pedagogico Superiore, l'Assemblea Nazionale bulgara adottò una legge per la sua trasformazione in Scuola superiore.
Il noto finanziere, commerciante e banchiere Evlogi Georgiev, originario di Karlovo, onorando la volontà del fratello Hristo Georgiev, donò e lasciò in eredità un terreno di 10.200 m² e 6.800.000 leva d'oro.  La donazione era destinata alla costruzione di un edificio e il mantenimento di una scuola superiore a Sofia.
Il 1º ottobre 1888, in forma assai modesta, iniziarono le lezioni del Corso pedagogico superiore, segnando di fatto la nascita dell'università bulgara. In base alla normativa provvisoria, questo corso aveva un duplice obiettivo: offrire istruzione superiore e formare insegnanti qualificati per le scuole secondarie del Paese. 
L'insegnamento fu avviato da quattro docenti a tempo pieno e tre docenti a tempo parziale. Tra essi figuravano Aleksandǎr Teodorov-Balan, linguista di fama internazionale, Ljubomir Miletič, filologo e storico, Ivan Georgov, studioso con formazione europea, Stanimir Stanimirov, direttore del liceo classico di Sofia, Nikola Mihailovski, Josif Kovačev e Ivan Danev. 
La prima classe contava 43 studenti, tutti uomini. Secondo il Regolamento provvisorio, il corso includeva un unico dipertimento: Storico-filologico, articolato in tre discipline principali: Storia, Filologia slava e Filosofia con Pedagogia. 

Il 31 gennaio 1889, i sette furono ufficialmento nominati primi professori della futura università. Immediatamente ollevarono questioni cruciali: la stesura del regolamento accademico, la creazione di una biblioteca, e il reperimento di pubblicazioni periodiche. Essi rivendicarono anche una autonomia accademica nella gestione e nell'organizzazione della Scuola Superiore. 

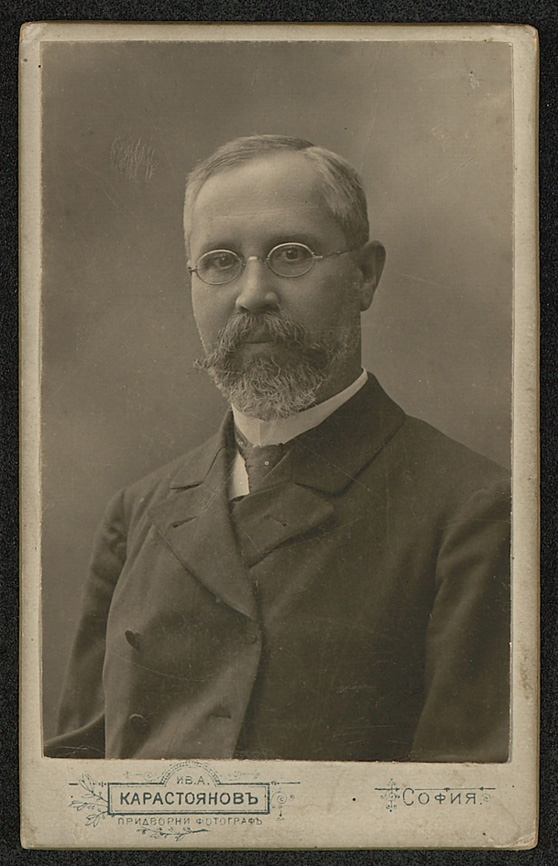
Il primo rettore Aleksandăr Teodorov-Balan.

Il primo rettore fu proprio Aleksandǎr Teodorov-Balan, laureato a Praga e Lipsia, dottore di ricerca dell'Università di Praga (1884), professore di linguistica, dialettologia e etnografia slava.
Durante l'anno accademico 1889/1890, venne inaugurato il Dipartimento di Fisica e Matematica. 
Nel 1892 si compì un altro importante passo con l’apertura della Facoltà di Giurisprudenza. 
Nel 1894, una nuova legge ridefinì l’organizzazione interna dell’istituto. La Scuola Superiore fu suddivisa in tre facoltà principali: Storia e Filologia, Fisica e Matematica e Giuridisprudenza. La durata degli studi era stabilita in tre o quattro anni, erano previsti consigli accademici e consigli di facoltà, vi era l'obbligo di discutere una tesi per ottenere il titolo, si costituivano le società scientifiche studentesche, ecc. Queste innovazioni confermarono definitivamente il carattere universitario e l'autonomia della Scuola Superiore, portandola in linea con le istituzioni accademiche europee.
Nel 1900 fu adottato il regolamento per la Biblioteca della Scuola superiore. L’anno seguente, nel 1901, vennero ammesse le prime sedici donne, segnando un’apertura fondamentale verso l’inclusione femminile nell’istruzione superiore bulgara. 
Il 25 novembre 1901 (secondo il calendario giuliano; 8 dicembre secondo quello gregoriano), giorno di San Clemente di Ocrida, fu dichiarata festa ufficiale dell'università.
Nel 1904, la Scuola superiore venne ufficiialmente trasformata in Università con il nome di Università bulgara "Fratelli Evlogi e Hristo Georgievi di Karlovo", aprendo una nuova fase nello sviluppo di sviluppo accademico in Bulgaria. Aumentarono le discipline insegnate, si consolidò la posizione sociale e professionale dei docenti, e si crearono le condizioni per favorire la loro crescita professionale. 
Nel 1905 iniziò la pubblicazione dell'Annuario dell'Università, che comprendeva una sezione ufficiale e scientifica, contenente leggi, regolamenti, trascrizioni di lezioni e lavori dei professori universitari.
Il 3 gennaio 1907, un gruppo di studenti manifestò contro il principe Ferdinando I davanti al Teatro Nazionale. In risposta, il giorno dopo il Consiglio dei ministri decretò la chiusura dell'Università per sei mesi e il licenziamento di tutti i professori. 
Il prof. Ivan Šišmanov, uno degli autori del codice sull'autonomia universitaria, si dimise in segno di protesta. Al suo posto fu nominato come ministro della pubblica istruzione Nikola Apostolov, che riaprì l'università con un corpo docente completamente nuovo, composto da professori stranieri e insegnanti provenieti dai licei. 
La tensione si riversò sulla società che reagì in modo significativo: secondo il prof. Todor Popnedelev, vicepreside della Facoltà di Storia, all'università furono iscritti solo 7 studenti, a fronte di 70 docenti. L'università venne riaperta solo alla fine di gennaio 1908, poche settimane dopo l'arrivo del nuovo governo guidato dal Partito Democratico a capo di Aleksandăr Malinov, che reintegrò i vecchi professori ordinari.
All'inizio delle guerre balcaniche, l'università contava 1.379 studenti (di cui 725 uomini e 654 donne). Una quarta facoltà venne fondata nel 1917, la facoltà di Medicina, mentre negli anni '20 vennero fondate le facoltà di Agraria (1921), di Medicina veterinaria (1923) e di Teologia (1923).
 

Nel biennio 1922–1923 l'ateneo contava 111 professori ordinari, 205 professori associati e 2.388 studenti (di cui 1.702 uomini e 686 donne).

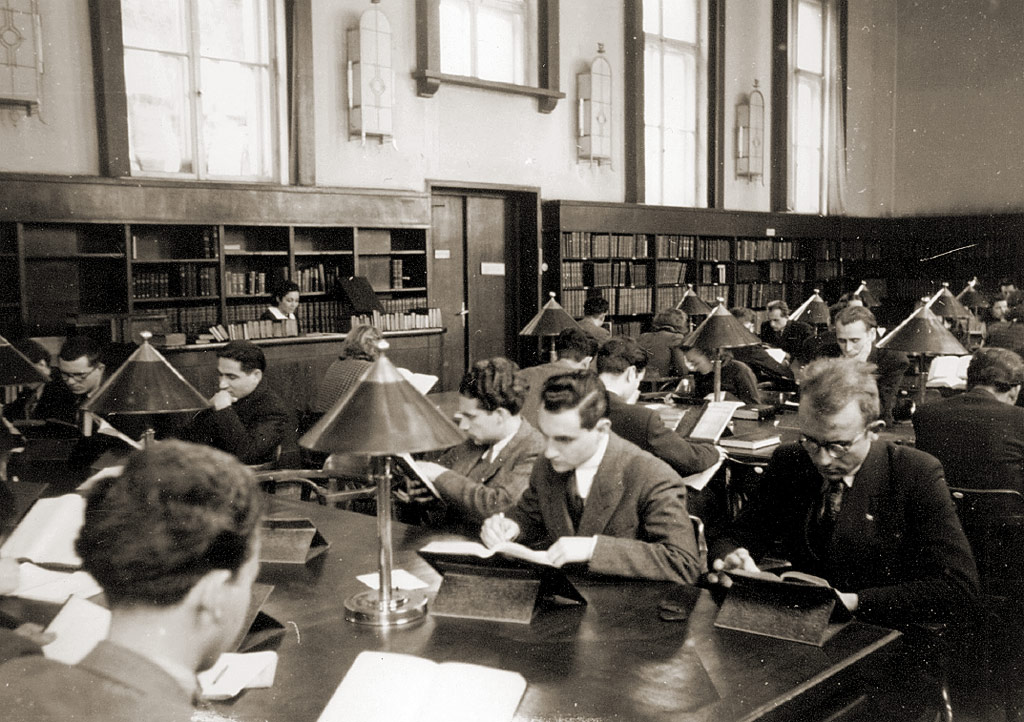
Studenti dell'Università di Sofia negli anni '30.

La prima pietra del nuovo edificio universitario fu posta il 30 giugno 1924, grazie ai fondi donati dai fratelli Evlogi Georgiev e Hristo Georgiev. Il Palazzo del Rettorato fu realizzato secondo i piani iniziali dell'architetto francese Henri Bréançon, vincitore del concorso nel 1907. I progetti furono sviluppati dal bulgaro Nikola Lazarov e revisionati dal suo collega Jordan Milanov, che diresse anche i lavori di costruzione, ma morì prima dell'inaugurazione ufficiale dell'edificio, avvenuta il 16 dicembre 1934.
Nel 1938, l'Università di Sofia celebrò il suo 50º anniversario come università moderna di tipo europeo, con: 7 facoltà, 72 istituti, cliniche e seminari, un ricco fondo bibliotecario, una rivista scientifica propria, illustri professori e dozzine di docenti stranieri. 
Fino a quella data, avevano frequentato l'ateneo 42.503 studenti, di cui 14.826 si erano laureati. L'università si affermò come uno dei centri più scientifici autorevoli della Penisola balcanica, favorendo la nascita di scuole nazionali in matematica, fisica, chimica, linguistica e storia.
Durante la seconda guerra mondiale, dopo il grande bombardamento di Sofia del 10 gennaio 1944, l'università fu evacuata a Loveč.
In seguito ai cambiamenti politici del 9 settembre 1944 e alla proclamazione della Repubblica Popolare di Bulgaria,  vennero apportate riforme radicali al sistema universitario. Tra il 1944 e il 1945, l'università contava 182 professori ordinari, 286 professori associati e 13.627 studenti. I docenti non allineati all'ideologia comunista furono rimossi e sostituiti con personale conforme alle direttive del partito. Furono istituite cattedre politicamente orientate. L'intero sistema universitario nazionale venne modellato sull'esempio sovietico. 
Nel 1947 vennero fondate tre nuove facoltà: di Silvicoltura, di Zootecnia e di Economia.
Tra il 1947 e il 1952, l'Assemblea Nazionale bulgara approvò leggi che separarono facoltà e istituti dalla struttura dell'università. Alcuni di loro fondarono nuove scuole superiori indipendenti, come l'Istituto Superiore di Economia, l'Accademia di Medicina, l'Istituto di Medicina Veterinaria, l'Accademia di Agraria, mentre altri passarono al sistema dell'Accademia bulgara delle scienze.

## Facoltà e dipartimenti
Al 2025 l'Università di Sofia ha sedici facoltà. Tra parentesi è indicato l'anno di fondazione.
- Facoltà di Storia (in bulgaro Исторически факултет?, Istoričeski fakultet) (1889)
- Facoltà di Filologie slave (in bulgaro Факултет по славянски филологии?, Fakultet po slavjanski filologii) (1889)
- Facoltà di Giurisprudenza (in bulgaro Юридически факултет?, Juridičeski fakultet) (1892)
- Facoltà di Matematica e Informatica (in bulgaro Факултет по математика и информатика?, Fakultet po matematika i informatika) (1889)
- Facoltà di Teologia (in bulgaro Богословски факултет?, Bogoslovski fakultet) (1923)
- Facoltà di Chimica e Farmacia (in bulgaro Факултет по химия и фармация?, Fakultet po himija i farmacija) (1962)
- Facoltà di Biologia (in bulgaro Биологически факултет?, Biologičeski fakultet) (1963)
- Facoltà di Geologia e Geografia (in bulgaro Геолого-географски факултет?, Geologo-geografski fakultet) (1963)
- Facoltà di Fisica (in bulgaro Физически факултет?, Fizičeski fakultet) (1963)
- Facoltà di Giornalismo e Comunicazione di massa (in bulgaro Факултет по журналистика и масова комуникация?, Fakultet po žurnalistika i masova komunikacija) (1974)
- Facoltà di Lettere classiche e moderne (in bulgaro Факултет по класически и нови филологии?, Fakultet po klasičeski i novi filologii) (1979)
- Facoltà di Scienze dell'Educazione e delle Arti (in bulgaro Факултет по науки за образованието и изкуствата?, Fakultet po nauki za obrazovanieto i izkustvata) (1983)
- Facoltà di Pedagogia (in bulgaro Факултет по педагогика?, Fakultet po pedagogika) (1986)
- Facoltà di Filosofia (in bulgaro Философски факултет?, Filosofski fakultet) (1986)
- Facoltà di Economia (in bulgaro Стопански факултет?, Stopanski fakultet) (1990 (1944 – 1951))
- Facoltà di Medicina (in bulgaro Медицински факултет?, Medicinski fakultet) (2007 (1917 – 1950))

Ha tre dipartimenti:
- Dipartimento di Formazione Linguistica e Formazione Continua (in bulgaro Департамент за езиково обучение и продължаваща квалификация?)
- Dipartimento di Informazione e Formazione degli Insegnanti (in bulgaro Департамент за информация и усъвършенстване на учители?)
- Dipartimento dello Sport (in bulgaro Департамент по спорт?)

Al 2025 offre diversi corsi di laurea in inglese:
- Corsi di laurea triennale:[17]
  - Facoltà di Filosofia: Filosofia;
  - Facoltà di Scienze dell'Educazione e delle Arti : Media Pedagogy and Artistic Communication;
  - Facoltà di Economia: Economia e finanze; Business Administration;
  - Facoltà di Geologia e Geografia: Climate change and management;
  - Facoltà di Fisica: Quantum, Nuclear and Particle Physics;
- Corsi di laurea magistrale:[18]
  - Facoltà di Storia: Regional dimensions of Global Tendencies – China, East and South-East Europe, 19-21st сenturies; Digital Humanities; The Ottoman Empire and the Bulgarians: History and Heritage; Israel: History and Geopolitics;
  - Facoltà di Giornalismo e Comunicazione di massa: Digital Media and Communication
  - Facoltà di Scienze dell'Educazione e delle Arti: Educational Sciences and Intercultural Education;
  - Facoltà di Economia: AMBA-accredited: MBA "Human Resources Management"; AMBA-accredited: MBA "Strategic Management"; AMBA-accredited: MBA "Management Information Systems"; Tecnologie nucleari, gestione e innovazione; Applied Econometrics and Economic Modelling (AEEM), in collaboration with Experian; Applied Econometrics and Economic Modelling - with partnership with Experian; Sistemi informativi gestionali; Business and Organisational Security Management;
  - Facoltà di Filosofia: Philosophy; General Psychology; Political Pathologies of the Global World; Psicologia organizzativa e gestione interculturale; Cultural Studies in a Regional Context; Women's and Gender History; Public Administration; Politics and Policies of the European Union;
  - Facoltà di Pedagogia: Design for Digital learning; Management of education;
  - Facoltà di Matematica e Informatica: Probabilità, attuarismo e statistica; Logica e algoritmi; High Performance Computing;
  - Facoltà di Geologia e Geografia: Applied Economic Geology;
  - Facoltà di Medicina: Medicina.

## Edifici
A differenza delle università dotate di un campus unico, l’Università di Sofia è distribuita in diversi complessi sparsi per la città e in altre località. I principali edifici includono:
- il Rettorato dell'Università, in corso Zar Osvoboditel, 15. Comprende gli edifici del Rettorato e della Biblioteca universitaria. Il palazzo del Rettorato ospita le facoltà di Storia, di Lettere slave, di Giurisprudenza, di Filosofia, di Lettere classiche e moderne, di Pedagogia, di Scienze dell'Educazione e delle Arti, di Economia, e di Geologia e Geografia;
- la Facoltà di Teologia, in piazza "Sveta Nedelja", 19;
- le Facoltà di Chimica, Fisica e Matematica e Informatica in corso James Boucher, 1 e 5;
- la Facoltà di Economia e alcuni corsi della Facoltà di Filosofia e della Facoltà di Scienze dell'Educazione e delle Arti, in corso Zarigradsko šosse, 125;
- la Facoltà di Giornalismo e Comunicazione di massa, in via Moskovska, 49;
- il Centro Lingue e Culture orientali, in corso Todor Akelsandrov, 79;
- la Facoltà di Medicina, in via Kozjak, 1
- Altri edifici a Sofia e dintorni, con sedi anche a Balčik, Varna e Kiten.

L'edificio principale dell'università - il Rettorato, considerato emblema dell'istituzione, insieme alla Biblioteca universitaria, costruita successivamente, furono realizzati principalmente grazie alla donazione dei fratelli Evlogi e Hristo Georgiev, gestita dall'Ephoria "Evl. e Chr. Georgievi", che alla fine del XIX secolo disponeva di un fondo di 6 milioni di leva d'oro.

Gli edifici delle facoltà dell'Università di Sofia
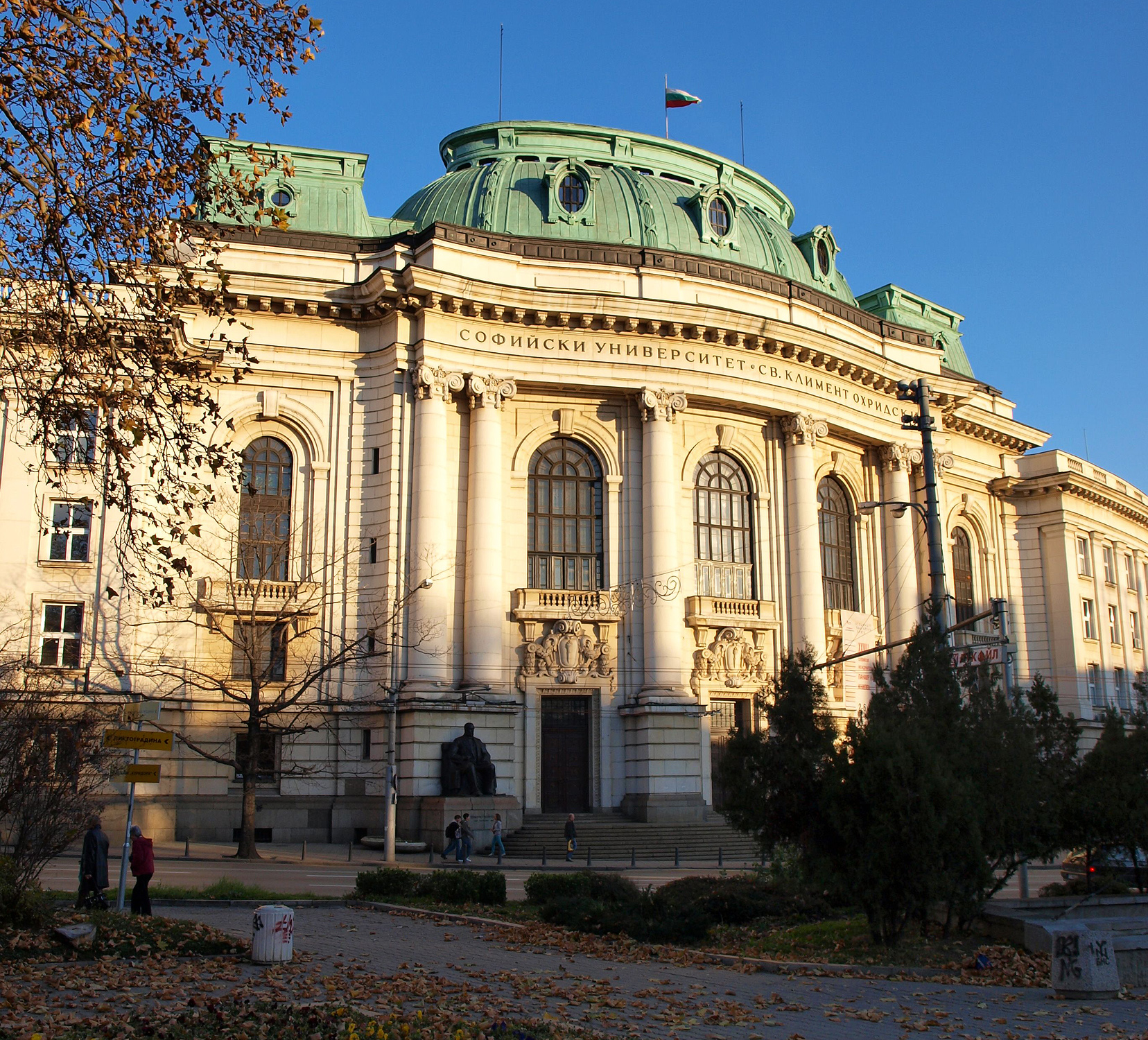
le facoltà di Storia, di Lettere slave, di Giurisprudenza, di Filosofia, di Lettere classiche e moderne, di Pedagogia, di Scienze dell'Educazione e delle Arti, di Economia, e di Geologia e Geografia
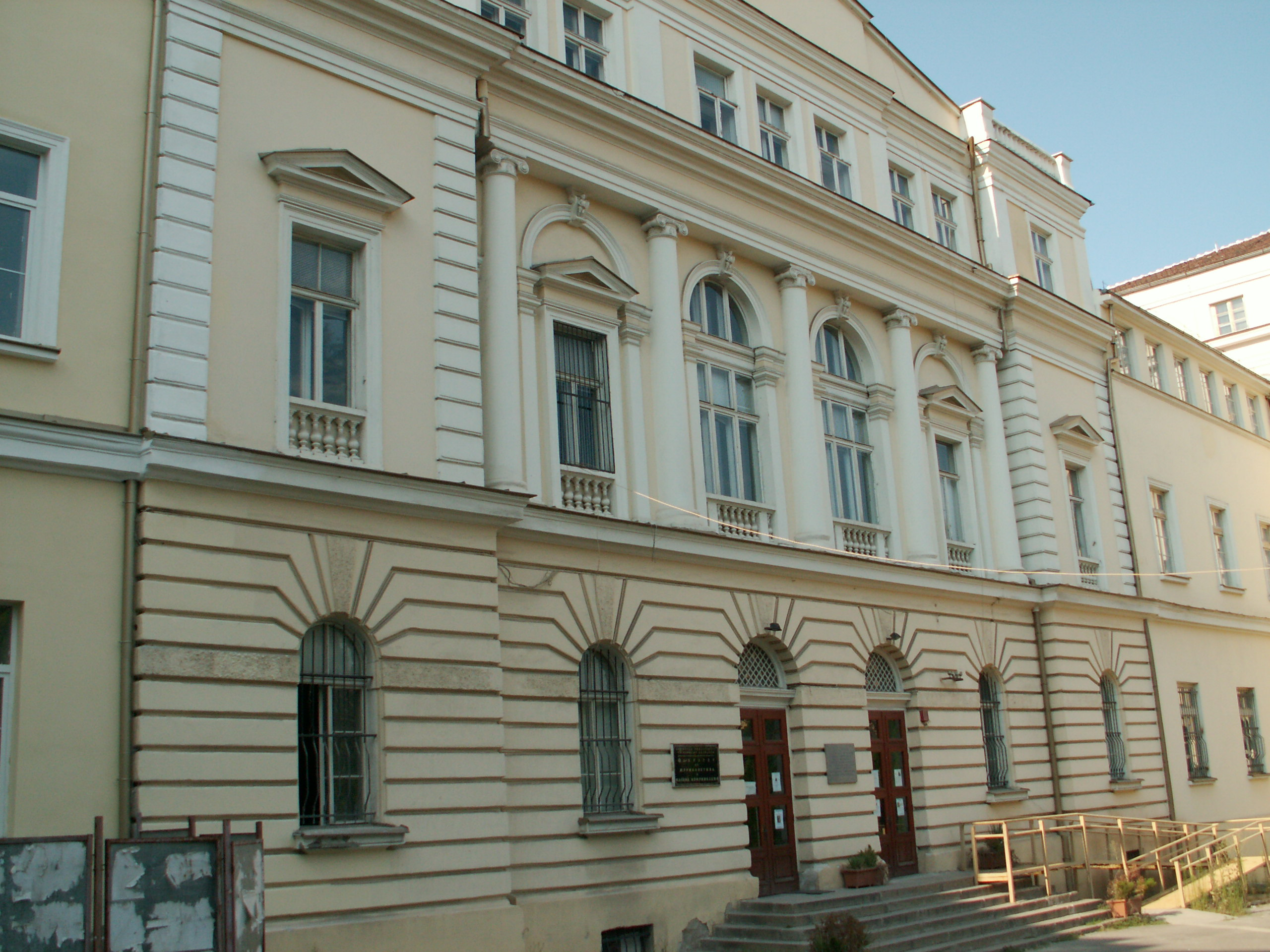
la Facoltà di Giornalismo e Comunicazione di massa
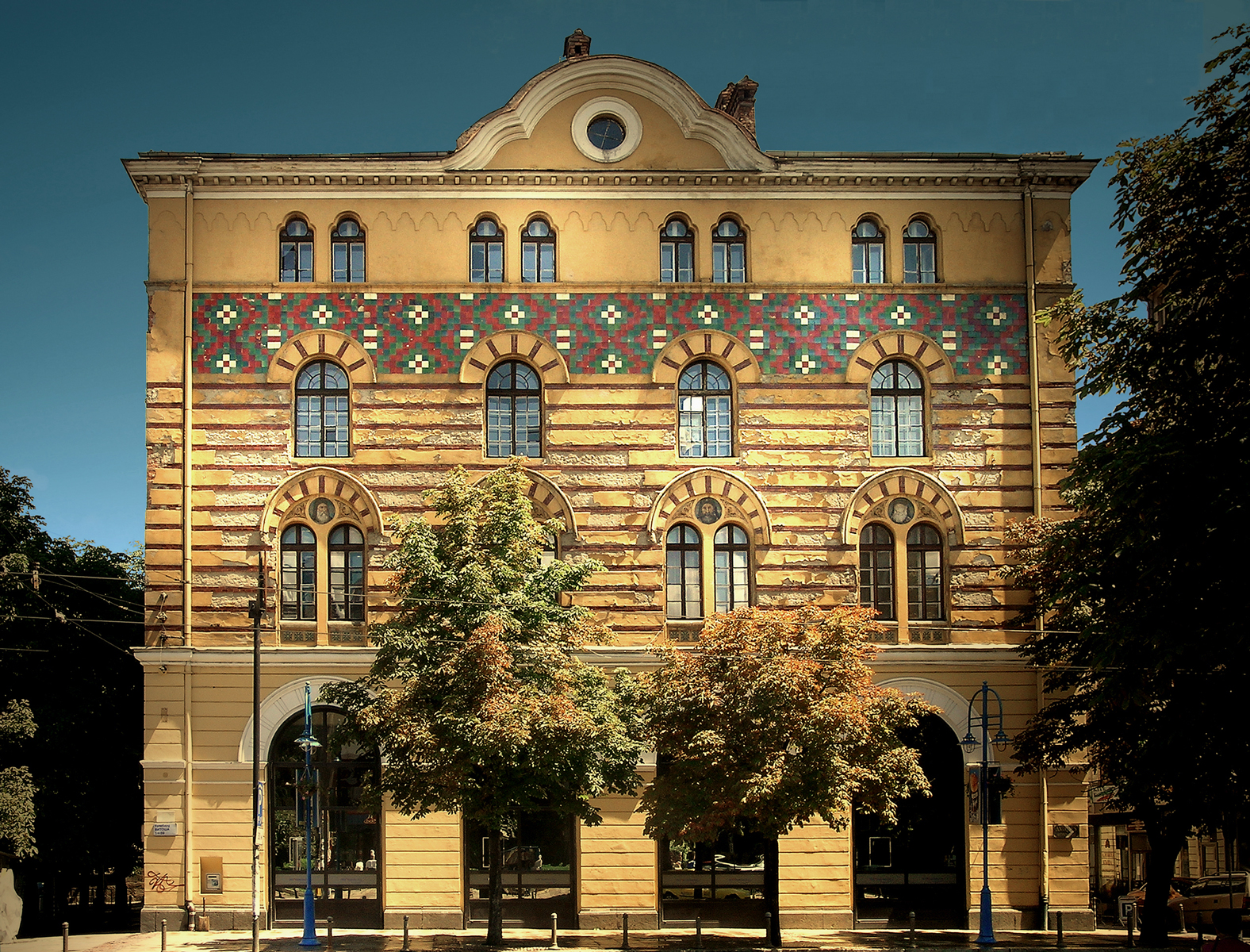
la Facoltà di Teologia
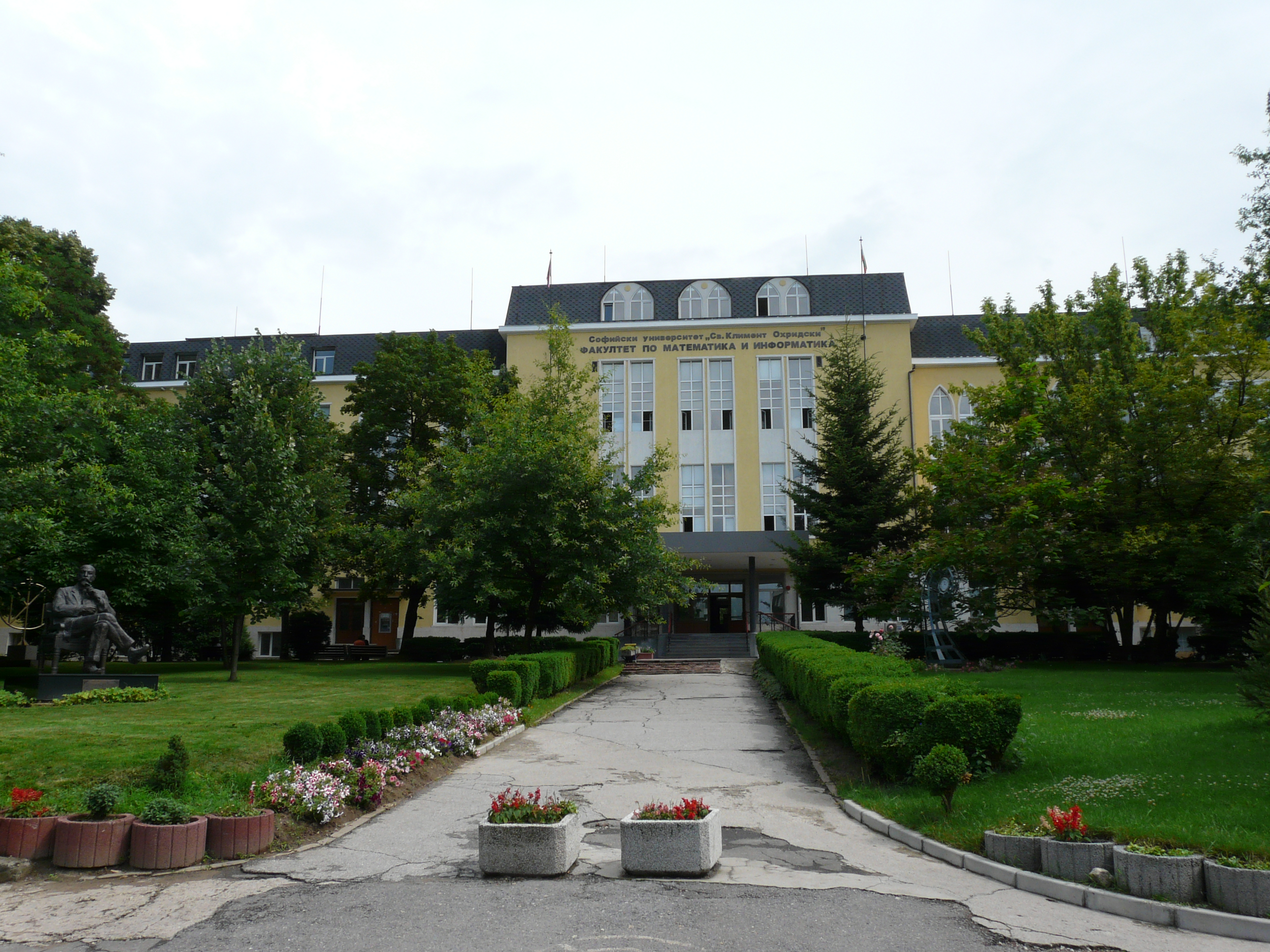
la Facoltà di Matematica e Informatica
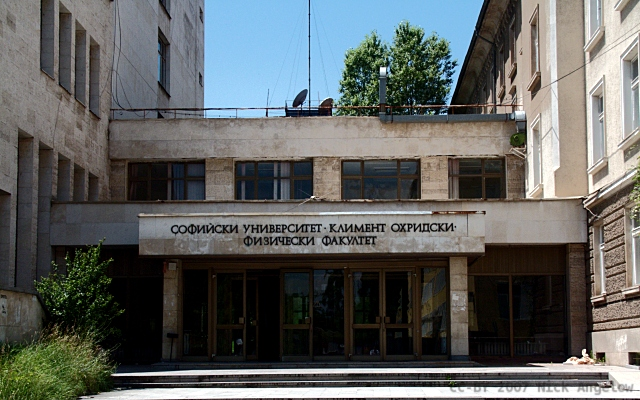
la Facoltà di Fisica
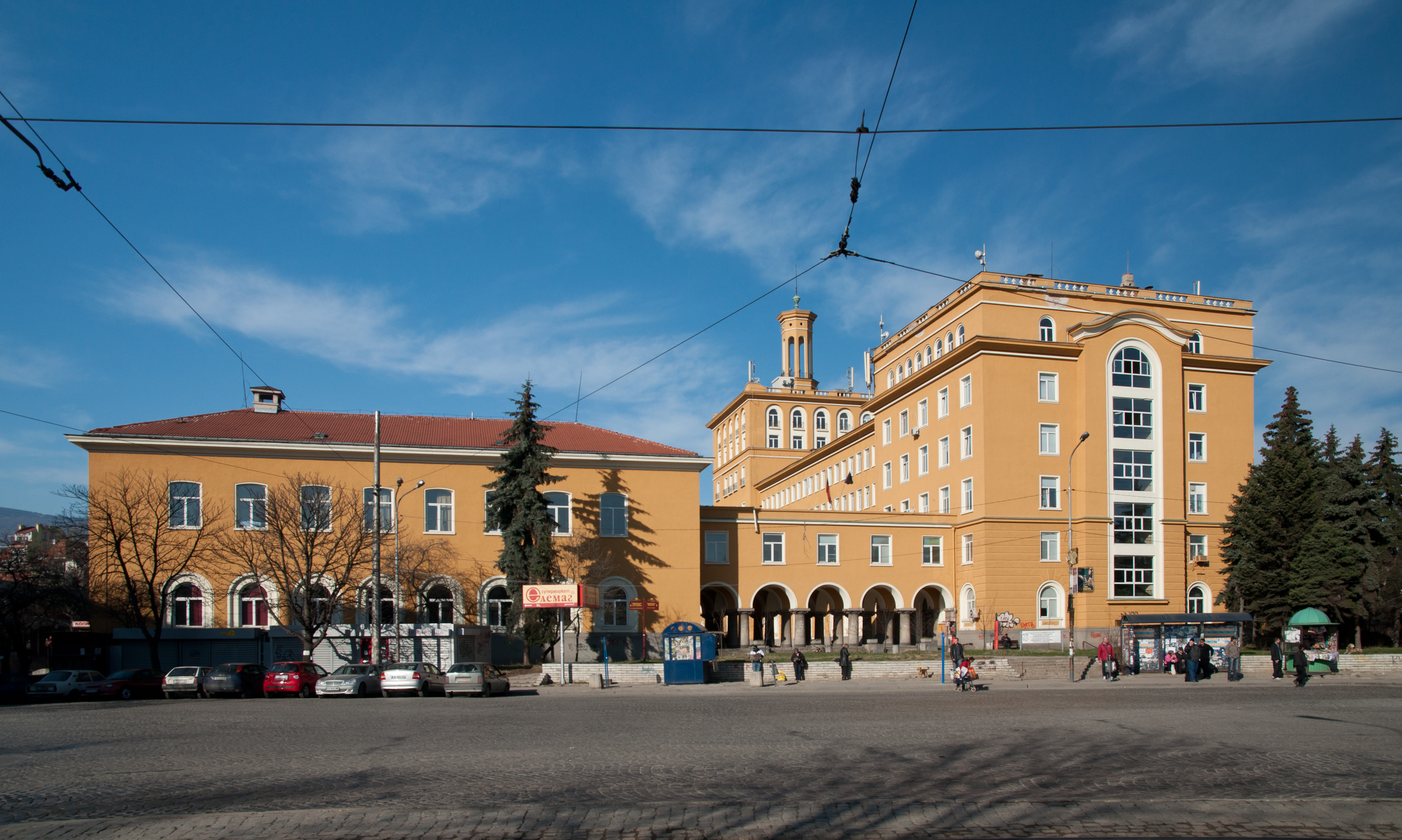
la Facoltà di Chimica e Farmacia
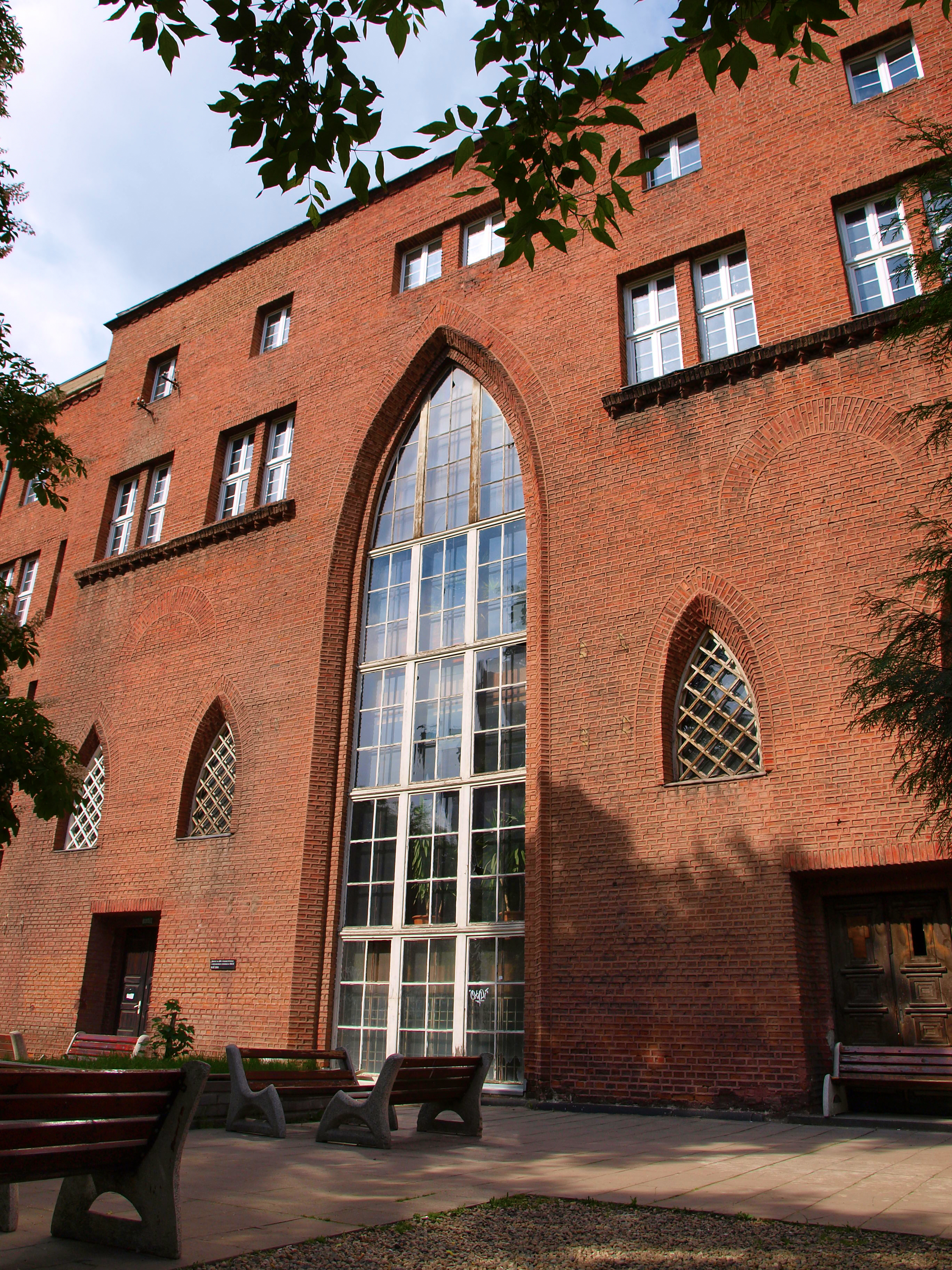
la Facoltà di Biologia
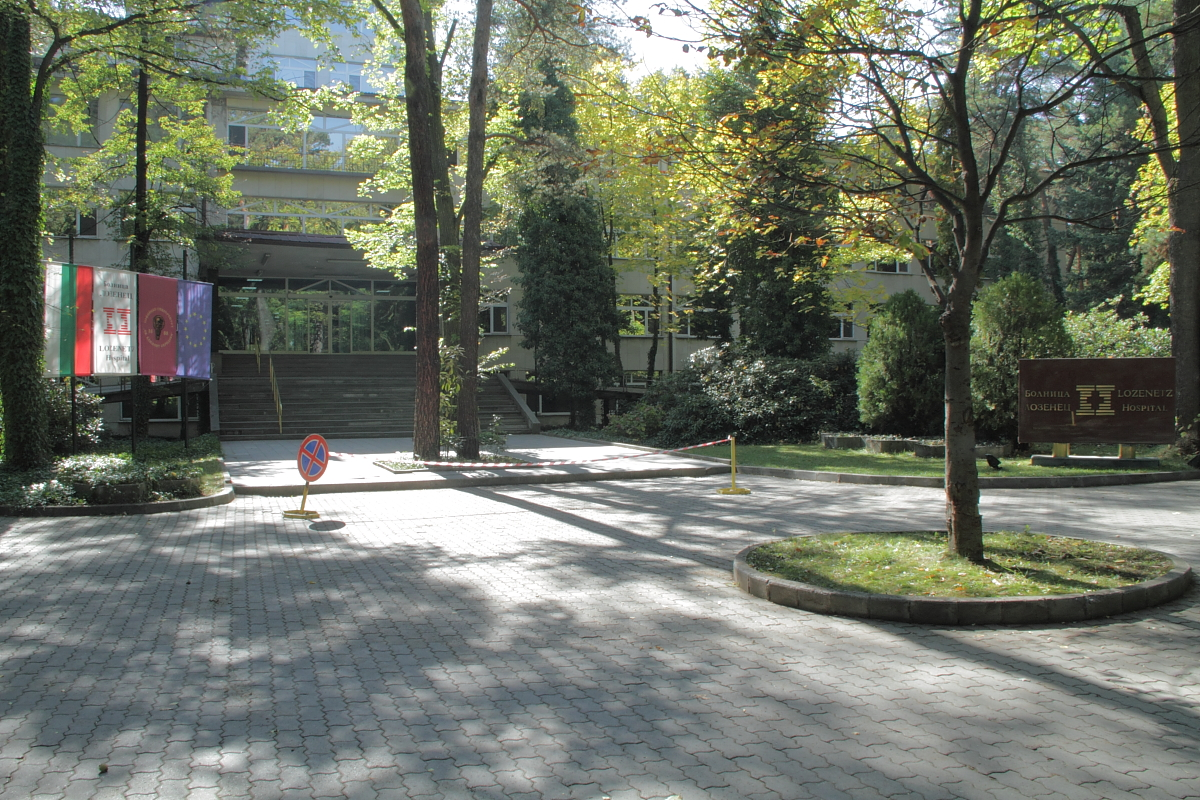
la Facoltà di Medicina

### Rettorato

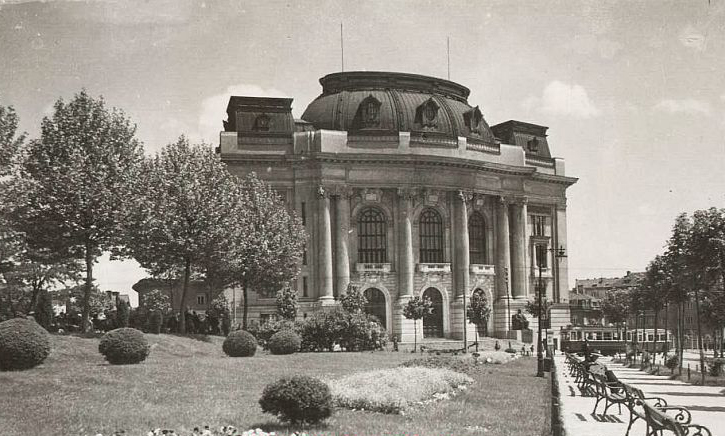
il Rettorato nel 1935 ca.

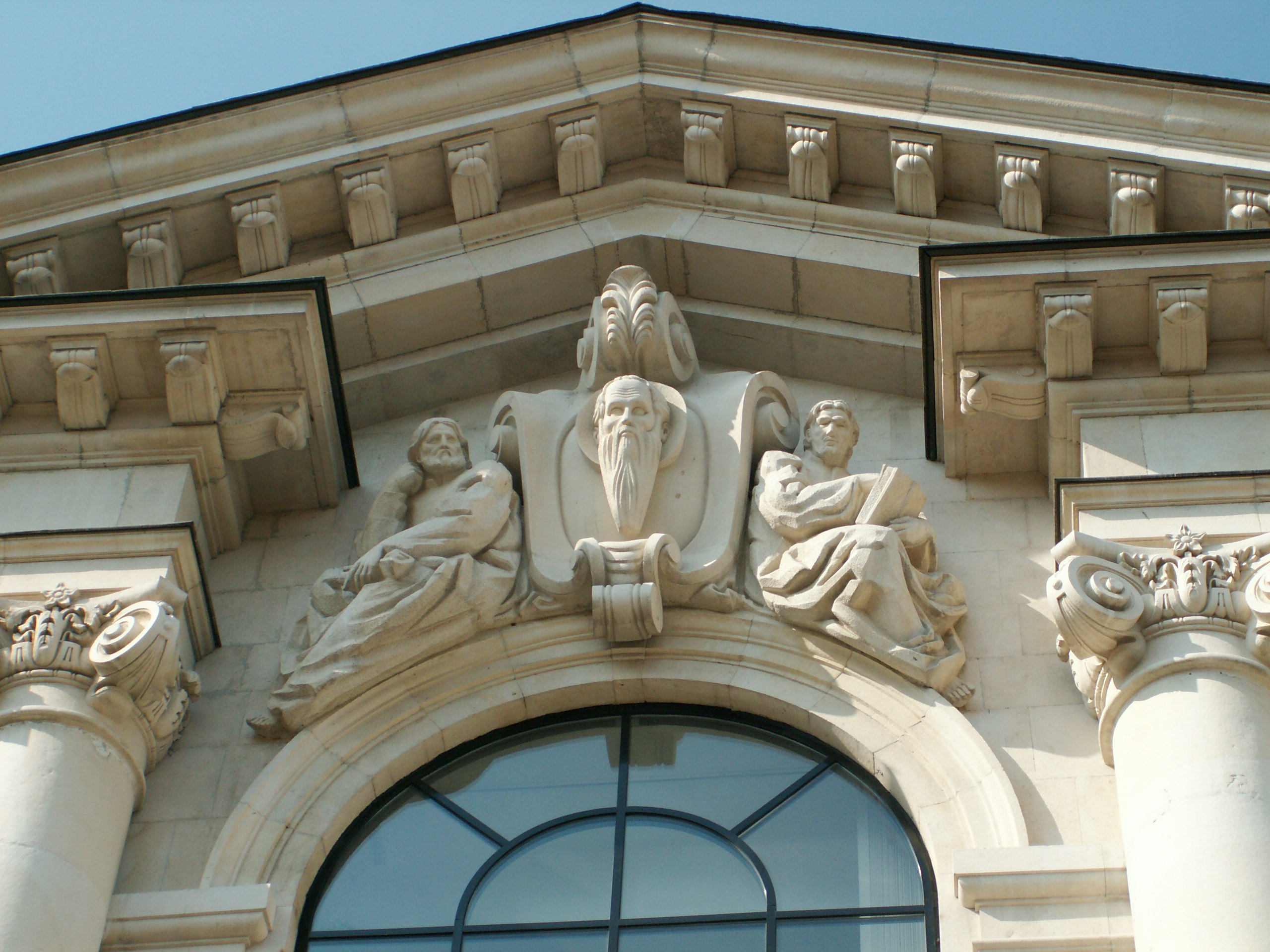
Il frontone dell'Ala nord

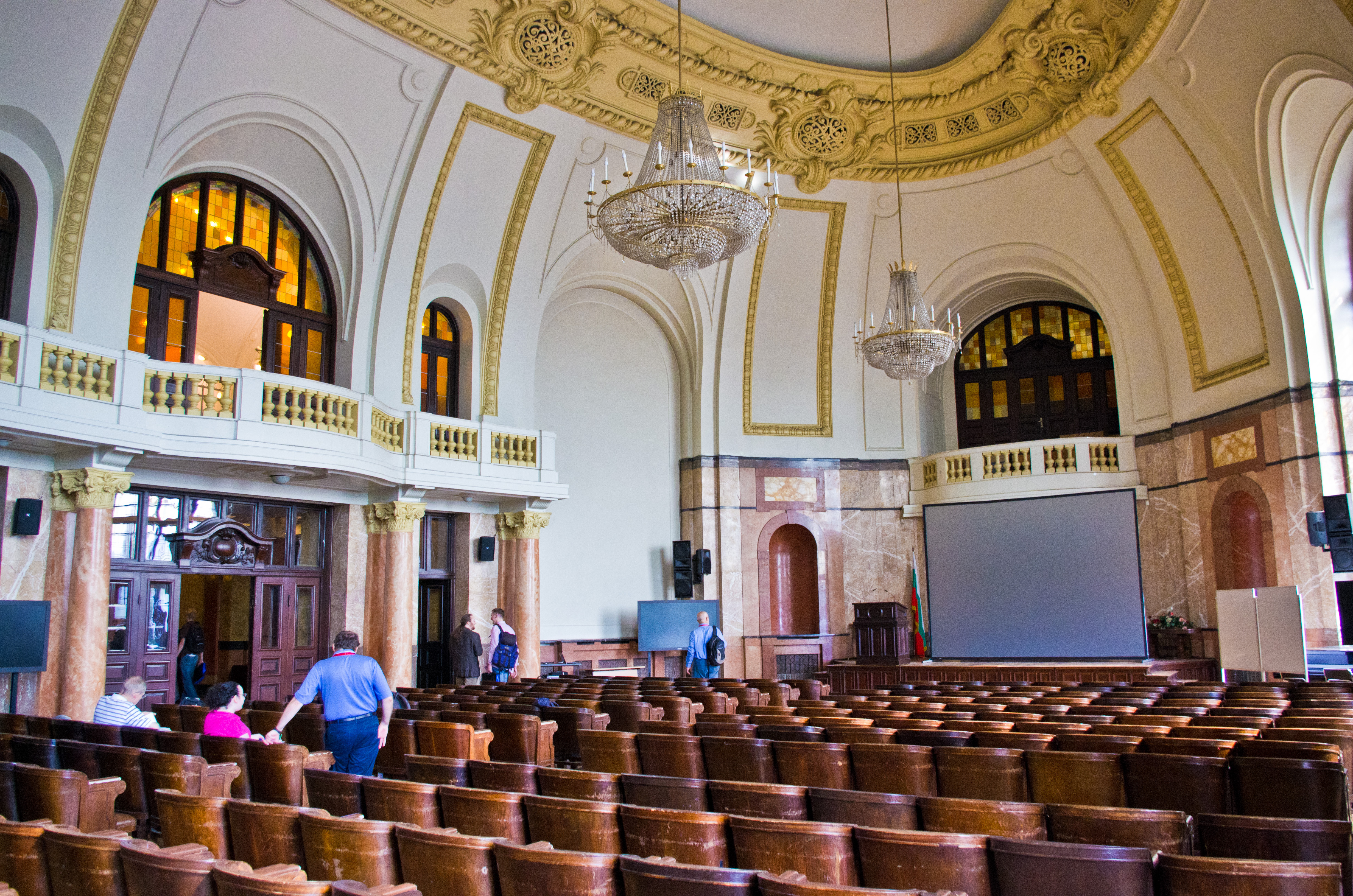
l'Aula Magna

Nel 1906 fu indetto un concorso per la costruzione di un'università statale. A vincerlo fu il progetto concettuale dell'architetto francese Jean Brésson, che immaginava un complesso imponente costituito da una dozzina di edifici.  Questi edifici dovevano essere collocati tra l'attuale sede universitaria, l'ex Arena reale, dove oggi sorge la Biblioteca nazionale dei Santi Cirillo e Metodio, e il Giardino del Dottori. Tuttavia, il progetto si rivelò troppo ambizioso. I piani di costruzione non furono mai completati prima dello scoppio della prima guerra mondiale nel 1914. Durante il conflitto, la Bulgaria si schierò con le potenze perdenti, subendo una catastrofe nazionale. Questo drammatico contesto costrinse il Paese ad abbandonare il grandioso piano architettonico, rinviando per anni la costruzione di una sede universitaria definitiva.
Nel 1920, l'Ephoria "Evl. e Chr. Georgievi" affidò all'architetto bulgaro Jordan Milanov l'incarico di rielaborare i progetti originali in un unico edificio monumentale. I lavori iniziarono il 30 giugno 1924, con la solenne posa della prima pietra. Milanov, devoto al progetto, diresse personalmente la costruzione fino al suo ultimo respiro. Colpito da un grave raffreddore, morì in cantiere l’8 febbraio 1932, dopo aver dedicato tutte le sue energie all’edificazione dell’ateneo.
Nel frattempo, l’architetto francese Henri Bréançon intentò una causa per violazione del diritto d’autore, ottenendo ragione nel 1925 e ricevendo un risarcimento dall’Ephoria. Nonostante l’episodio, la costruzione proseguì senza sosta.
L'edificio fu consacrato ufficialmente il 16 dicembre 1934. Di fronte alla sua facciata furono collocate le statue in bronzo dei benefattori Evlogi e Hristo Georgiev, opera dello scultore bulgaro Kiril Šivarov. La variegata decorazione artistica dell'edificio fu opera dello scultore ucraino Mihajlo Parasčuk e degli scultori bulgari Ljuben Dimitrov e Ljubomir Dalčev.
Nel 1940, l’università diede avvio alla costruzione di due ali laterali, affidata all’architetto Ljuben Konstantinov. Tuttavia, gli eventi della seconda guerra mondiale provocarono ritardi significativi. I lavori ripresero negli anni '50 e si consclusero solo nel 1985 con il completamento dell'Ala Nord, progettata dall'architetto bulgaro Spas Rangelov.
Il Palazzo del Rettorato, cuore pulsante dell'università, ospita le seguenti facoltà: Storia; Lettere slave;  Giurisprudenza; Filosofia; Lettere classiche e moderne; Pedagogia; Scienze dell'Educazione e delle Arti; Economia; Geologia e Geografia.

### Biblioteca universitaria
La Biblioteca Universitaria “San Clemente d’Ocrida” rappresenta uno dei principali pilastri culturali, educativi e informativi dell’Università di Sofia. Si tratta di un complesso bibliotecario integrato, composto dalla Biblioteca centrale e dalle 26 biblioteche distaccate distribuite tra facoltà, dipartimenti e corsi di laurea. 
Dal punto di vista amministrativo, la biblioteca è una unità autonoma all’interno della struttura accademica, operante con l’obiettivo di garantire servizi di alta qualità a: docenti, studenti e personale universitario; anche a utenti esterni. 
Il suo fondo librario è vastissimo, con oltre 2.400.000 volumi, tra cui: letteratura scientifica ed educativa, edizioni rare, di pregio o fuori catalogo, periodici accademici e di ricerca, risorse elettroniche per lo studio e la consultazone digitale. 
Il nome “San Clemente d’Ocrida” rende omaggio al celebre studioso e santo cristiano del IX secolo, considerato uno dei padri fondatori della tradizione letteraria slava. 

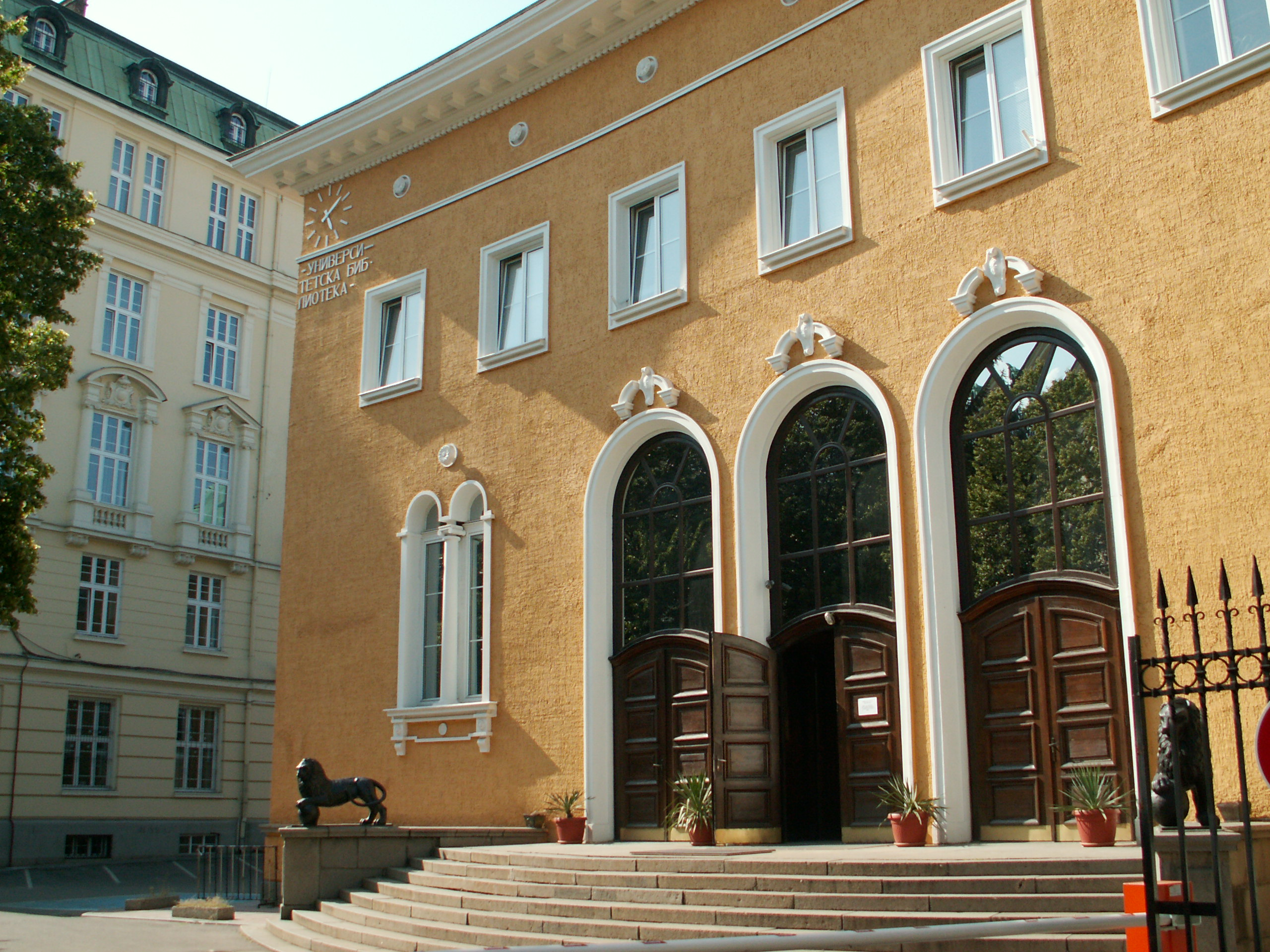
L'entrata della Biblioteca universitaria

Fondata nel 1888, contemporaneamente alla nascita della Scuola Superiore di Sofia (oggi Università di Sofia), la Biblioteca Universitaria si è evoluta in una delle più grandi biblioteche scientifiche del Paese.
Dal 1968 svolge anche il prestigioso ruolo di depositaria delle pubblicazioni delle Nazioni Unite, arricchendo ulteriormente la sua missione educativa e informativa.
La biblioteca si distingue per:
- una vasta rete di cooperazione con biblioteche nazionali e internazionali;
- la partecipazione al prestito interbibliotecario;
- attività di ricerca specializzata nei campi della biblioteconomia, della bibliografia e dell’informazione scientifica;
- la creazione di banche dati, repertori bibliografici e pubblicazioni informative

A livello formativo:
- organizza corsi introduttivi per gli utenti su metodi e strumenti dell’informazione scientifica;
- rappresenta una base didattica per gli studenti della specializzazione in Biblioteconomia e Scienze dell’informazione;
- gestisce un sistema bibliotecario automatizzato che garantisce efficienza e accesso intelligente alle risorse;

- cura un articolato apparato bibliografico di riferimento, essenziale per la ricerca universitaria.

## Casa editrice universitaria

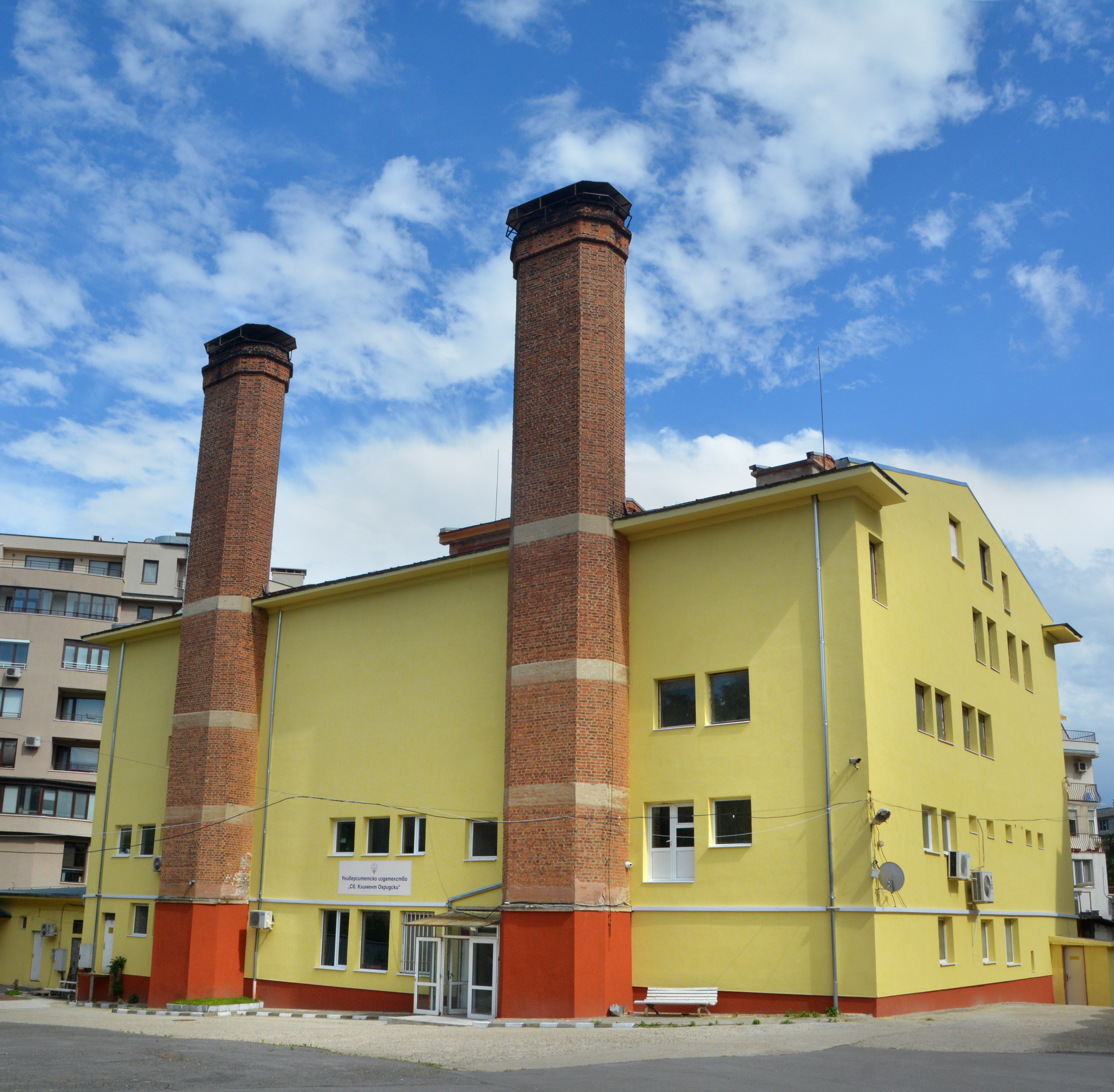
L'edificio della Casa editrice universitaria

Fondata nel 1986 in occasione del centenario dell’Università di Sofia, la Casa editrice universitaria “San Clemente d’Ocrida” ha segnato un momento fondamentale nella storia editoriale dell’Ateneo. Prima della sua istituzione, le monografie, i testi didattici e gli annuari dell’università venivano pubblicati dalla Casa editrice dell'Accademia bulgara delle scienze.
Oggi, la casa editrice è riconosciuta per la sua specializzazione in:
- Letteratura scientifica e divulgativa;
- Testi d'istruzione, sia in bulgaro che in lingue straniere;
- Letteratura tradotta;
- Libri di consultazione, riviste accademiche, annuari

l suo ambito editoriale abbraccia tutte le principali aree del sapere umano, tra cui:
- Scienze umane: linguistica, studi letterari, filosofia, storia, sociologia, psicologia;
- Scienze giuridiche ed economiche: diritto, economia, giornalismo;
- Scienze esatte e naturali: matematica, informatica, fisica, chimica, biologia, geologia, geografia

Un tratto distintivo è la tipografia propria, che garantisce indipendenza produttiva e cura artigianale nelle pubblicazioni.

## Altro
Le Montagne dell'Università di Sofia, situate sull'isola Alessandro I in Antartide, portano un nome altamente simbolico: sono dedicate al prestigioso ateneo bulgaro in occasione del suo centenario, celebrato nel 1988. Questa denominazione non è casuale, ma rappresenta un gesto di riconoscimento per il contributo offerto dall’università alle attività di esplorazione antartica.

## Alunni notevoli
- Elisaveta Bagrjana, poetessa
- Anthony Bailey, uomo d'affari
- Pepka Bojadžieva, sociologa
- Kiril Bratanov, scienziato
- Iván Cepeda, politico e senatore della Colombia
- Ljubomir Čakalov, matematico
- / Boris Hristov, cantante lirico
- Raymond Detrez, storico
- Filip Dimitrov, politico e avvocato, ex Primo ministro della Bulgaria, membro della Corte costituzionale bulgara
- Todor Georgiev, scienziato e inventore
- Hristo Ivanov, scienziato in chimica organica
- Rostislav Kaišev, scienziato
- Mimoza Konteva, geografa
- Ivan Kostov, politico ed economico, ex Primo Ministro della Bulgaria
- / Julia Kristeva, filosofa e scrittrice
- patriarca Maxim (Malin Mikov), ex capo della Chiesa ortodossa bulgara
- Georgi Nadjakov, fisico
- Ivan Kostov Nikolov, geologo e mineralogo
- Ya'akov Nitzani, politico, membro della Knesset
- Georgi Pǎrvanov, ex presidente della Bulgaria
- / Ivan Georgiev Petrov, fisico
- Asen Razcvetnikov, poeta, scrittore e traduttore
- Dimitǎr Saselov, astronomo
- Lačezara Stoeva, diplomatico
- Petǎr Stojanov, ex presidente della Bulgaria
- / Ivan Stranski, fisico e chimico
- / Cvetan Todorov, filosofo e scrittore
- Orlin D. Velev, professore e scienziato
- Mikhail Wehbe, diplomatico
- Želju Želev, ex Presidente della Bulgaria
- Maria Želeva, regista e ex First Lady della Bulgaria
- Ljudmila Źivkova, politica
- Alek Popov, scrittore
- Atanas Semov, avvocato, politico
- Boris Grozdanov, filosofo
- Vanja Dobreva, politica
- Gadar Hačikjan, politico
- Georgi Tenev, scrittore
- Dobrina Češmedžieva, giornalista
- Ivan Dragoev, filosofo
- Jordan Evtimov, poeta, critico letterario
- Kiril Aleksandrov-Vǎlčev, giornalista e giurista
- Kornelia Ninova, politica
- Mia Santova, giornalista
- Milena Minkova, linguista
- Nikolaj Dojnov, poeta e culturologo
- Petăr Volgin, giornalista, politico
- Petăr Nikolov-Zikov, politologo, storico, politico
- Strahil Kavalenov, episcopo cattolico
- Toško Jordanov, politico, sceneggiatore
- Javor Gǎrdev, regista